# アンドレアス・ザイミス
アンドレアス・ザイミス（ギリシア語: Ανδρέας Ζαΐμης、1791年 - 1840年5月4日）は、ギリシャの革命家。ギリシャ独立戦争中に臨時執政を務めた（在任：1826年4月26日 - 1827年4月14日）。

## 生涯
ザイミスはペロポネソス半島北部のカラブリタで生まれ、ギリシャ独立戦争で軍人としてオスマン帝国に対抗、最終的にはギリシャの独立を確保した。
1826年、ザイミスはギリシャ臨時政府の元首に選ばれた。息子のトラシヴロス・ザイミスと孫のアレクサンドロス・ザイミスは後にギリシャの首相を務めた。